# My Tribute
My Tribute är ett engelsktspråkigt studioalbum, släppt 1993, av den svenska popsångerskan Carola Søgaard. På albumlistorna placerade sig albumet som bäst på 21:a plats i Sverige.

## Låtlista
1. It's Good to Know Jesus
2. Blood
3. Save the Children
4. We Will Stand
5. Oh Happy Day
6. You Light Up My Life
7. Anybody Here
8. Hold On
9. Don't Be Discouraged
10. There is a Way
11. Newborn Soul
12. My Tribute

## Singlar
- Save the Children
- You Light up my Life

## Medverkande
- Carola Häggkvist - sång
- Peter Ljung - klaviatur
- Håkan Mjörnheim - gitarr
- Sam Bengtsson - bas
- Klas Anderhell - trummor

## Listplaceringar
| Lista (1993-1994) | Topplacering |
| ----------------- | ------------ |
| Sverige           | 21           |